# Montval-sur-Loir
Montval-sur-Loir ist eine französische Gemeinde mit 5.707 Einwohnern (Stand: 1. Januar 2022) im Département Sarthe in der Region Pays de la Loire; sie gehört zum Arrondissement La Flèche und zum Kanton Montval-sur-Loir. Die Einwohner werden Montvallais und Montvallaisesgenannt.
Zum 1. Oktober 2016 wurden die bis dahin eigenständigen Kommunen Château-du-Loir, Montabon und Vouvray-sur-Loir zur Commune nouvelle Montval-sur-Loir zusammengelegt.

## Geografie
Montval-sur-Loir liegt etwa 48 Kilometer südsüdöstlich von Le Mans am Loir und seinen Zuflüssen Dinan und Yre. Umgeben wird Montval-sur-Loir von den Nachbargemeinden Luceau im Norden und Nordwesten, Flée im Norden und Nordosten, Marçon im Osten, Dissay-sous-Courcillon im Süden und Südosten, Nogent-sur-Loir im Süden, La Bruère-sur-Loir im Südwesten, Vaas im Westen sowie Lavernat im Nordwesten.
| Ortsteil                            | ehemaliger INSEE-Code | Fläche (km²) | Einwohnerzahl (2022) |
| ----------------------------------- | --------------------- | ------------ | -------------------- |
| Château-du-Loir (Verwaltungssitz)00 | 72071                 | 11,46        | 4.265                |
| Montabon                            | 72203                 | 07,48        | .0678                |
| Vouvray-sur-Loir                    | 72384                 | 08,05        | .0764                |

## Sehenswürdigkeiten

### Château-du-Loir
- Kirche Saint-Guingalois, Monument historique

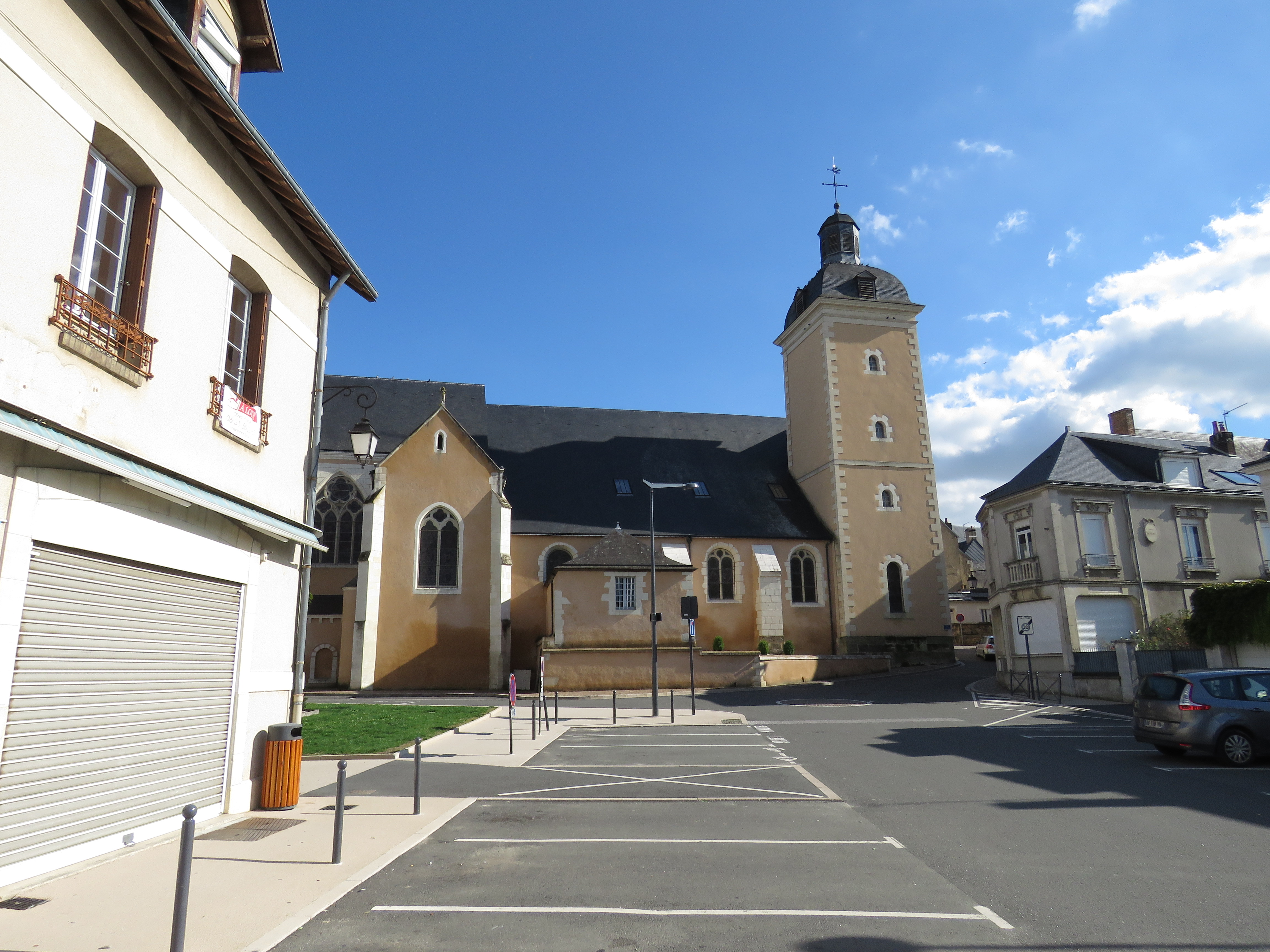
Kirche Saint-Guingalois

### Vouvray-sur-Loir
- Kirche Saint-Martin (12.–16. Jahrhundert)

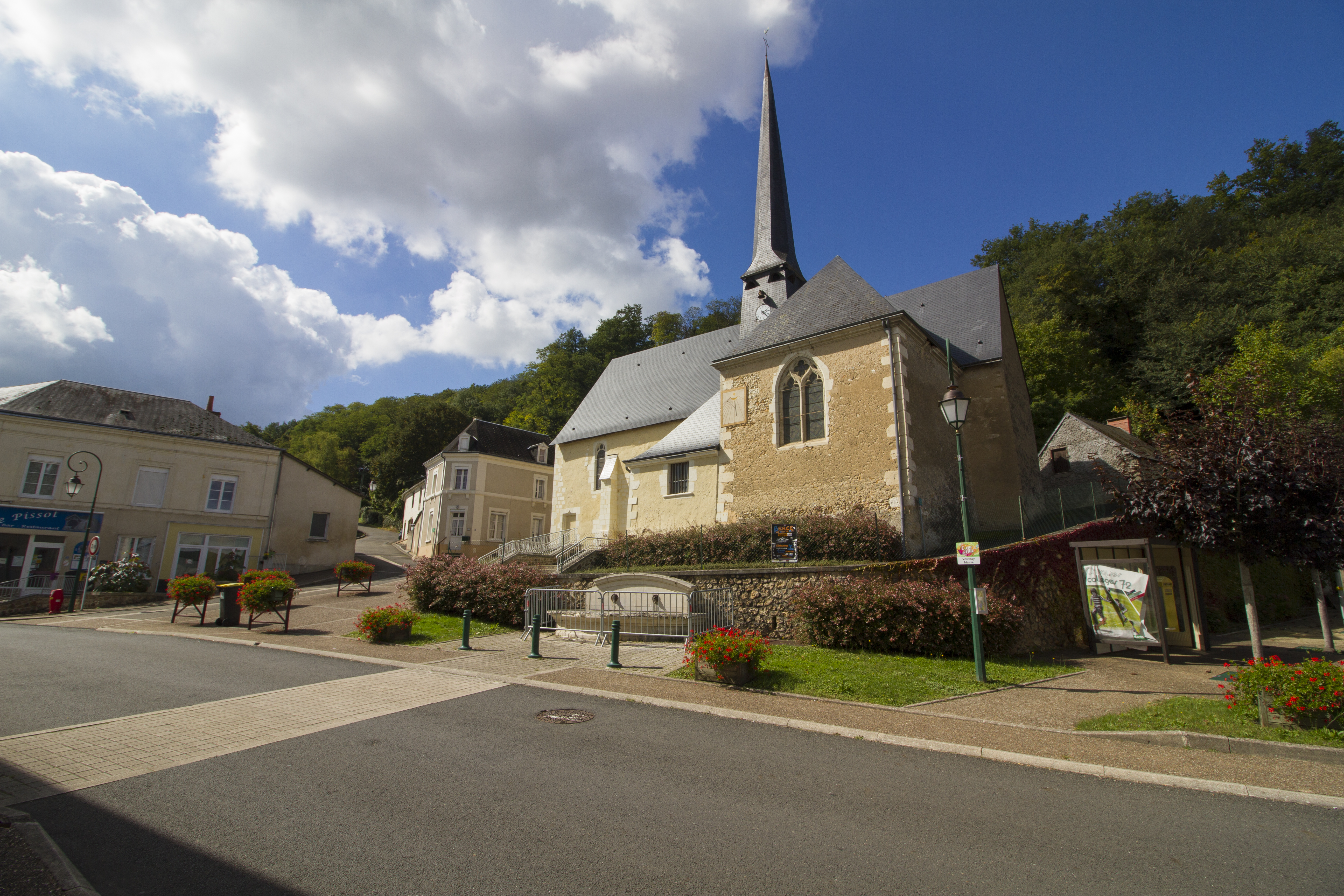
Kirche Saint-Martin

## Gemeindepartnerschaften
Mit der deutschen Gemeinde Ganderkesee in Niedersachsen (seit 1979) und mit der britischen Gemeinde Westbury (seit 2000) bestehen über Château-du-Loir Partnerschaften.